# Conway (Dakota du Nord)
Pour les articles homonymes, voir Conway.
La ville de Conway est située dans le comté de Walsh, dans l’État du Dakota du Nord, aux États-Unis. Sa population s’élevait à 23 habitants lors du recensement de 2010, estimée à 23 habitants en 2017.

## Histoire
Conway a été fondée en 1885.

## Démographie
| 1900 | 1910 | 1920 | 1930 | 1940 | 1950 |
| ---- | ---- | ---- | ---- | ---- | ---- |
| 216  | 184  | 148  | 100  | 120  | 107  |

| 1960 | 1970 | 1980 | 1990 | 2000 | 2010 |
| ---- | ---- | ---- | ---- | ---- | ---- |
| 67   | 57   | 33   | 24   | 23   | 23   |

## Source
- (en) Cet article est partiellement ou en totalité issu de l’article de Wikipédia en anglais intitulé « Conway, North Dakota » (voir la liste des auteurs).